# Avid Technology
Avid Technology è una software house statunitense nata nel 1987. Nel 1989 produce Media Composer, il primo di una lunga serie di software dedicati al cosiddetto montaggio non-lineare. 
Negli ultimi tempi, Avid ha reso compatibile il proprio software Media Composer, oltre che con la propria linea di Hardware Artist DNxIQ, DNxIV, DNxIP e DNxID, anche con dispositivi hardware di terze parti.

## Storia di Avid
Il primo sistema di editing non-lineare prodotto da Avid Technology, ovvero la prima versione del software Media Composer, dava al montatore la possibilità di effettuare un montaggio audio/video accedendo ai dati sia video che audio, in modo casuale e non seriale, e poteva modificare la sequenza in qualsiasi momento, ma non poteva effettuare la registrazione su nastro, perché le immagini erano state digitalizzate ad una risoluzione molto bassa con caratteristiche inferiori allo standard televisivo. Il montatore, per poter effettuare l'operazione di registrazione su nastro con le giuste caratteristiche per la messa in onda, aveva solo la possibilità di memorizzare su un floppy disk l'EDL del proprio montato e, successivamente, inserire questo floppy in una delle centraline di montaggio analogico (Sony/Ampex), e finalmente ottenere il montato con caratteristiche broadcast. 
Per EDL, si intende Edit Decision List, ossia una lista che contiene sia tutti i riferimenti di timecode (IN/OUT) che i riferimenti delle cassette (REEL); infatti, inserendo i dati EDL nelle centraline analogiche di quell'epoca, si poteva ricostruire la sequenza creata con Avid utilizzando però il sistema analogico, e questa operazione veniva, e viene tuttora chiamata on-line. 

Negli ultimi 10 anni, questo procedimento è scomparso, visto che le successive versioni del software danno la possibilità di effettuare operazioni off-line/on-line, cioè di realizzare un prodotto finito direttamente dalla "Timeline".
Per quanto riguarda le produzioni cinematografiche, e quindi con supporti in pellicola, il procedimento è stato mantenuto; in questo caso, il montatore prepara il montaggio in Media Composer, usando immagini precedentemente passate dalla pellicola ad elettronica (telecinema), per poi generare una CUT LIST, ossia una lista di tagli da operare direttamente sulla pellicola attraverso dei codici di riferimento chiamati KEY-CODE.
Ad oggi Avid grazie alla piattaforma MediaCentral, riesce a fornire a tutti i professionisti del settore una soluzione end-to-end che semplifica la gestione in tutte le fasi della lavorazione del materiale audio/video/grafico.

## Acquisizioni
| Anno | Compagnia                                              | Più dettagli / referenze                                                 |
| ---- | ------------------------------------------------------ | ------------------------------------------------------------------------ |
| 1994 | Digidesign                                             | creatori di Pro Tools e il sistema di mixing liveVenue                   |
| 1994 | Basys                                                  | ITN's newsroom system venduto a DEC e infine a Avid.                     |
| 1995 | Elastic Reality, Inc.                                  | creatori del software di morphing Elastic Reality                        |
| 1995 | Parallax Software                                      | creatori di Matador, Illusion e Jester (ink-and-paint software)          |
| 1998 | Softimage                                              | da Microsoft                                                             |
| 1998 | Tektronix                                              | alleanza strategica con Tektronix - dopodiché acquisizione di Lightworks |
| 2000 | The Motion Factory                                     | sviluppatore di software 3D interattivo per giochi e Web                 |
| 2000 | Pluto Technology                                       | DDR playback server                                                      |
| 2001 | iNEWS                                                  | Newsroom computer system (in precedenza Basys)                           |
| 2002 | iKnowledge                                             | creatori di Active Content Manager                                       |
| 2003 | Rocket Networks                                        | ?                                                                        |
| 2004 | NXN                                                    | Media asset management componenti software                               |
| 2004 | Bomb Factory                                           | in gennaio                                                               |
| 2004 | M-Audio                                                | in agosto                                                                |
| 2005 | Pinnacle Systems                                       | in aprile                                                                |
| 2005 | Wizoo                                                  | in agosto                                                                |
| 2006 | Medéa Corporation.                                     | in gennaio, storage RAID ad alta velocità                                |
| 2006 | Sundance Digital                                       | in aprile, Software Automazione Broadcast                                |
| 2006 | Sibelius Software                                      | in agosto, software di notazione                                         |
| 2009 | Maximum Throughput                                     | in luglio                                                                |
| 2010 | Blue Order Solutions AG                                | in gennaio, Media asset management software                              |
| 2010 | Euphonix                                               | in aprile                                                                |
| 2015 | Orad (archiviato dall'url originale l'11 agosto 2015). | in aprile                                                                |

## Prodotti
| Prodotti chiave                        |
| Media Central \| Cloud UX              |
| Media Composer                         |
| Pro Tools                              |
| Sibelius                               |
| NEXIS                                  |
| DNxHD (VC-3)                           |
| Venue                                  |
| MediaCentral \| Newsroom (iNews)       |
| MediaCentral \| Production (Interplay) |
| MediaCentral \| Asset (Interplay MAM)  |
| MediaCentral \| Graphics (Maestro)     |
| MediaCentral \| Editorial Management   |

| Prodotti fuori produzione |
| CamCutter                 |
| Cinema                    |
| Elastic Reality           |
| Media Suite Pro           |
| Film Composer             |
| Free DV                   |
| Liquid                    |
| Avid Matador              |
| MCXpress                  |
| Avid Media Illusion       |
| Videoshop                 |
| Xpress                    |
| Xpress DV                 |
| Xpress Pro                |
| Xpress Pro Studio HD      |
| Unity ISIS                |
| NewsCutter                |

| Prodotti disinvestiti                                 |
| SoftimageXSI (proprietà adesso di Autodesk)           |
| Pinnacle PCTV (proprietà adesso di Hauppauge Digital) |
| Pinnacle Studio                                       |